# Шульгино (Нюксенский район)
Шульгино — деревня в Нюксенском районе Вологодской области.
Входит в состав Городищенского сельского поселения, с точки зрения административно-территориального деления — в Космаревский сельсовет.
Расстояние до районного центра Нюксеницы по автодороге — 43 км, до центра муниципального образования Городищны по прямой — 3 км. Ближайшие населённые пункты — Матвеевская, Жар, Бор, Лопатино, Быково.
По переписи 2002 года население — 27 человек (16 мужчин, 11 женщин). Всё население — русские.